# Ordres d'exécution
Pour plus de détails, voir Fiche technique et Distribution.
Ordres d'exécution (Orders to Kill) est un film britannique réalisé par Anthony Asquith et sorti en 1958.

## Synopsis
Pendant la Seconde Guerre mondiale, un pilote américain est envoyé en France pour assassiner un traître. Quand il rencontre sa cible, il doute de sa culpabilité, mais l'exécute quand même. Plus tard, il apprend qu'il était en fait innocent.

## Fiche technique
- Titre original : Orders to Kill
- Titre français : Ordres d'exécution
- Titre alternatif : Ordres de tuer[1]
- Réalisateur : Anthony Asquith
- Scénario : Paul Dehn d'après le roman de Donald Downes
- Direction artistique : John Howell
- Décors : John Hoesli
- Costumes : Bridget Sellers
- Photographie : Desmond Dickinson
- Montage : Gordon Hales
- Musique : Benjamin Frankel
- Production : Anthony Havelock-Allan
- Société de production : Lynx Productions, British Lion Films
- Société de distribution :  British Lion Film Corporation,  Les Films Fernand Rivers
- Pays d'origine :  Royaume-Uni
- Langue originale : anglais, français, allemand
- Format : Noir et blanc  — 35 mm — 1,37:1 — son mono
- Genre : Film de guerre
- Durée : 112 minutes (93 minutes aux États-Unis)
- Date de sortie :
  - Royaume-Uni : 1958
  - France : 5 août 1959

## Distribution
- Eddie Albert : Major MacMahon
- Paul Massie (en) : Gene Summers
- Lillian Gish : Mrs. Summers
- James Robertson Justice : le commandant de marine
- Irene Worth : Léonie
- Leslie French (en) : Marcel Lafitte
- John Crawford : Major Kimball
- Lionel Jeffries : l'enquêteur
- Sandra Dorne
- Nicholas Phipps : Le Lieutenant
- Anne Blake : Mme Lafitte
- Miki Iveria : Louise
- Lillie Bea Gifford : Mauricette
- Launce Maraschal : Général Nolan
- Robert Henderson : Colonel Snyder

## Distinctions
- BAFTA 1959
  - nominations pour le British Academy Film Award du meilleur film et le British Academy Film Award du meilleur film britannique
  - British Academy Film Award de la meilleure actrice britannique pour Irene Worth
  - British Academy Film Award du meilleur scénario
  - Meilleur nouveau venu dans un rôle principal pour Paul Massie
- Festival de Cannes 1958 : sélection officielle en compétition[2]

## Autour du film
- Il a reçu plusieurs récompenses[3] et a été présenté en compétition au Festival de Cannes[4].
- Donald Downes n'écrivit la novélisation de cette histoire qu'après la sortie du film[5].
- Lillian Gish joue la mère de Gene Summers, qui apparaît lors d'un flashback au début du film. Bien qu'elle soit indiquée comme une des vedettes du film, la plus grande partie de sa scène a été coupée au montage afin de ne pas ralentir le rythme, selon Asquith[5].